# Jimmy Winston
James Edward Winston Langwith (Stratford, 20 de abril de 1945 – 26 de septiembre de 2020), conocido profesionalmente como Jimmy Winston, fue un músico y actor británico, conocido por haber sido el tecladista original de la banda de rock Small Faces. Como actor apareció en la versión de 1968 del musical Hair y en la serie de televisión Doctor Who en 1972.
Winston falleció el 26 de septiembre de 2020 a los setenta y cinco años.

## Discografía

### Solista
- "Sun In the Morning" / "Just Wanna Smile" (1976)

### Con Small Faces
- "Whatcha Gonna Do About It]]" / "What's A Matter Baby" (1965)
- "I've Got Mine" / "It's Too Late" (1965)
- Small Faces (1966)
- From the Beginning (1967)
- The Autumn Stone (1969)
- The BBC Sessions (1999)

### Con Jimmy Winston and His Reflections
- "Sorry She's Mine" / "It's Not What You Do (But the Way That You Do It)" (1966)

### Con Winston's Fumbs
- "Real Crazy Apartment" / "Snow White" (1967)

## Filmografía
| Título                                | Año  | Papel        | Director       | Notas      |
| ------------------------------------- | ---- | ------------ | -------------- | ---------- |
| Dateline Diamonds                     | 1966 | Él mismo     | Jeremy Summers |            |
| Doctor in the House                   | 1969 | Hairy        | David Askey    | 1 episodio |
| Never a Cross Word                    | 1969 | Hippie       | David Askey    | 1 episodio |
| No Blade of Grass                     | 1970 |              | Cornel Wilde   |            |
| UFO                                   | 1970 | Rating       | Ken Turner     | 1 episodio |
| The Ballad of Tam Lin                 | 1970 |              | Roddy McDowall |            |
| Day of the Daleks                     | 1972 | Shura        | Paul Bernard   |            |
| Justice                               | 1973 | Cyril Butler | James Ormerod  | 1 episodio |
| The Sweeney                           | 1978 | Sid          |                | 1 episodio |
| BBC2 Playhouse                        | 1983 |              | Woody Allen    | 1 episodio |
| Small Faces: All or Nothing 1965–1968 | 2010 | Él mismo     | David Peck     |            |